# Classe Lirica
La classe Lirica est une classe de cinq navires de croisière construits aux chantiers de l'Atlantique de Saint-Nazaire. Quatre paquebots de cette classe sont exploités par la société MSC Croisières et le premier paquebot de la classe, plus petit, est exploité par Ambassador Cruise Line. Le dernier navire a été commandé en 2003.
Cette classe représente les plus petits paquebots des flottes de MSC Croisières et l'un des deux navires d'Ambassador Cruise Line. Actuellement, les cinq navires sont en activité, le MSC Lirica, le MSC Opera, le MSC Armonia, le MSC Sinfonia et le MS Ambition.
Elle fait partie des cinq classes de paquebots appartenant à MSC Croisières avec la Classe Musica, la Classe Fantasia, la Classe Meraviglia, et la Classe Seaside, toutes plus récentes.
Trois de ces navires, le MS Ambition, le MSC Armonia, et le MSC Sinfonia étaient à la base commandés par Festival Cruises mais après la déclaration de faillite du groupe Festival, deux navires furent rachetés par MSC Croisières et un par Auro Shipping. L'Armonia était nommé European Vision , le Sinfonia : European Stars tandis que le MS Ambition était nommé Mistral. Ces trois navires intégrèrent la Classe Lirica après l'apparition du MSC Lirica.
Alors que l'Armonia et le Sinfonia ont toujours navigué pour MSC Croisières après la faillite de Festival Cruises, le MS Ambition a connu plusieurs compagnies comme Mistral Shipping sous le nom de Grand Mistral, Costa Croisières sous le nom de Costa neoRiviera, ou encore AIDA Cruises sous le nom d'AIDAmira. Il appartient depuis 2022 à la compagnie Ambassador.
En novembre 2013, MSC Croisières annonce que le MSC Lirica, MSC Opera, MSC Sinfonia et MSC Armonia vont être allongés de 24 mètres par Fincantieri. Les travaux d'agrandissement finiront normalement en 2015. Il y aura 200 cabines de plus ainsi que de nouveaux espaces publics dont un restaurant.
Elles ne comportent qu'un nombre réduit de cabines avec balcon, par rapport aux unités plus récentes.  

## Les unités de la classe
La classe Lirica comprend cinq navires de croisière. Ils forment les plus petits navires de la compagnie. Le dernier navire de cette classe, l'Opera fut livré en 2004.
| Navire de croisière | Tableau | Tonnage (T.S.L.) | Longueur (m)    | Maître-bau (m) | Hauteur (m) | Cabines | Passagers | Équipage | Vitesse (nœuds) | Année       | Chantier naval                          | Lancé         |
| ------------------- | ------- | ---------------- | --------------- | -------------- | ----------- | ------- | --------- | -------- | --------------- | ----------- | --------------------------------------- | ------------- |
| MS Ambition         |         | 47.276           | 216             | 28,80          |             | 618     | 1.670     |          | 22,5            | 1999        | Chantiers de l'Atlantique (St. Nazaire) | 25 juin 1999  |
| MSC Armonia         |         | 58.625 (65.000)  | 251,25 puis 275 | 28,80          | 54          | 777     | 2.269     | 765      | 21              | 2001 (2004) | Chantiers de l'Atlantique (St. Nazaire) | 22 juin 2001  |
| MSC Sinfonia        |         | 58.625 (65.000)  | 251,25 puis 275 | 28,80          | 54          | 777     | 2.269     | 765      | 21              | 2002 (2004) | Chantiers de l'Atlantique (St. Nazaire) | 22 avril 2002 |
| MSC Lirica          |         | 59.058 (65.000)  | 251,25 puis 275 | 28,80          | 54          | 777     | 2.269     | 728      | 21              | 2003        | Chantiers de l'Atlantique (St. Nazaire) | 12 avril 2003 |
| MSC Opera           |         | 59.058 (65.000)  | 251,25 puis 275 | 28,80          | 54          | 856     | 2.269     | 728      | 21              | 2004        | Chantiers de l'Atlantique (St. Nazaire) | 26 juin 2004  |